# 日本の女性国会議員一覧
日本の女性国会議員一覧（にほんのじょせいこっかいぎいんいちらん）は、日本の国会議員で衆議院議員および参議院議員を務めた経験のある女性の一覧である。
この一覧では、議員を初当選の古い順に掲載する。また、一覧中の「衆」は衆議院、「参」は参議院を表す。
現職は名前を太字で表す。

## 1940年代（昭和21年～昭和24年）
第22回衆議院議員総選挙：1946年（昭和21年）4月10日
- 安藤はつ（衆1期、日本平和党→国民党→国民協同党）
- 今井はつ（衆1期、日本自由党）
- 大石ヨシエ（衆5期、無所属→日本社会党→社会革新党→社会民主党→協同党→日本社会党（右派））
- 大橋喜美（衆1期、日向民主党→協同民主党→国民協同党→民主党）
- 加藤シヅエ（衆2期・参4期、日本社会党→日本社会党（右派）→日本社会党）
- 柄沢とし子（衆2期、日本共産党）
- 木村チヨ（衆1期、無所属→日本自由党→民主党）
- 紅露みつ（衆1期・参4期、無所属→民主党→国民民主党→改進党→日本民主党→自由民主党）
- 越原はる（衆1期、新生公民党→協同民主党→国民協同党）
- 近藤鶴代（衆4期・参2期、無所属→日本自由党→民主自由党→自由党→自由民主党）
- 斎藤てい（衆1期、日本進歩党→民主党）
- 榊原千代（衆2期、日本社会党）
- 沢田ひさ（衆1期、日本社会党）
- 菅原エン（衆1期、日本進歩党→民主党）
- 杉田馨子（衆1期、日本自由党）
- 竹内歌子（衆1期、新日本青年党→日本進歩党→民主党）
- 竹内茂代（衆1期、日本自由党）
- 武田キヨ（衆2期、日本自由党→民主党）
- 田中たつ（衆1期、無所属→国民党→国民協同党）
- 戸叶里子（衆10期、日本民党→日本社会党→日本社会党（右派）→日本社会党）
- 冨田ふさ（衆1期、日本自由党→民主党）
- 中山たま（衆1期、無所属→日本進歩党→民主党）
- 新妻イト（衆1期、日本社会党）
- 野村ミス（衆1期、無所属→国民党→国民協同党）
- 本多花子（衆1期、日本婦人党→日本自由党）
- 松尾トシ子（衆6期、日本社会党→日本社会党（右派）→日本社会党→民主社会党）
- 松谷天光光（衆3期、餓死防衛同盟→日本社会党→労働者農民党→無所属→改進党）
- 三木キヨ子（衆1期、民本党→日本自由党）
- 村島喜代（衆1期、日本進歩党→民主党）
- 最上英子（衆2期・参2期、日本進歩党→民主党→改進党→自由民主党）
- 森山ヨネ（衆1期、日本進歩党→民主党）
- 山口シヅエ（衆13期、日本社会党→日本社会党（右派）→日本社会党→無所属→自由民主党）
- 山崎道子<後の藤原道子>（衆2期・参4期、日本社会党→日本社会党（左派）→日本社会党）
- 山下ツ子（衆1期、無所属→国民党→日本社会党）
- 山下春江（衆6期・参2期、日本進歩党→民主党→改進党→新党同志会→自由党→自由民主党）
- 吉田セイ（衆1期、新日本婦人党→国民党→国民協同党）
- 米山久（衆1期、日本社会党）
- 米山文子（衆1期、中道会→国民党→国民協同党→民主党）
- 和崎ハル（衆1期、無所属→民主党）

第1回参議院議員通常選挙：1947年（昭和22年）4月20日
- 赤松常子（参3期、日本社会党→日本社会党（右派）→日本社会党→民主社会党）
- 井上なつゑ（参1期、緑風会）
- 奥むめお（参3期、国民協同党→緑風会→参議院同志会→緑風会）
- 河崎ナツ（参1期、日本社会党→日本社会党（左派））
- 木内キヤウ（参1期、民主党→国民民主党→無所属）
- 高良とみ（参2期、民主党→緑風会→無所属）
- 小杉イ子（参1期、無所属→緑風会）
- 平野成子（参1期、日本社会党→無所属）
- 深川タマヱ（参2期、民主党→国民民主党→改進党→日本民主党→自由民主党）
- 宮城タマヨ（参2期、緑風会）

第23回衆議院議員総選挙：1947年（昭和22年）4月25日
- 中山マサ（衆8期、日本自由党→無所属→民主党→民主自由党→民主党→民主自由党→自由党→自由民主党）
- 成島憲子（衆1期、民主党）
- 福田昌子（衆5期、日本社会党→日本社会党（左派）→日本社会党）

第24回衆議院議員総選挙：1949年（昭和24年）1月23日
- 苅田アサノ（衆1期、日本共産党）
- 田島ひで（衆1期、日本共産党）
- 堤ツルヨ（衆4期、日本社会党→日本社会党（右派）→日本社会党→民主社会党）

## 1950年代（昭和25年～昭和34年）
第2回参議院議員通常選挙：1950年（昭和25年）6月4日
- 高田なほ子（参2期、日本社会党→日本社会党（左派）→日本社会党）

第26回衆議院議員総選挙：1953年（昭和28年）4月19日
- 神近市子（衆5期、日本社会党（左派）→日本社会党）
- 萩元たけ子（衆1期、日本社会党（左派））

第3回参議院議員通常選挙：1953年（昭和28年）4月24日
- 安部キミ子（参1期、日本社会党（左派）→日本社会党）
- 市川房枝（参5期、無所属）
- 西岡ハル（参1期、自由党→自由民主党）
- 長谷部広子（参1期、無所属）
- 横山フク（参3期、自由党→自由民主党）

第27回衆議院議員総選挙：1955年（昭和30年）2月27日
- 平田ヒデ（衆1期、日本社会党（右派）→日本社会党）

第28回衆議院議員総選挙：1958年（昭和33年）5月22日
- 伊藤よし子（衆2期、日本社会党）
- 菊川君子（衆1期、日本社会党→民主社会党）
- 河野孝子（衆1期、自由民主党）
- 本島百合子（衆4期、日本社会党→民主社会党→民社党）

第5回参議院議員通常選挙：1959年（昭和34年）6月2日
- 柏原ヤス（参4期、無所属→公明党）
- 千葉千代世（衆1期・参2期、日本社会党）
- 山本杉（参2期、自由民主党）

## 1960年代（昭和35年～昭和44年）
第29回衆議院議員総選挙：1960年（昭和35年）11月20日
- 浅沼享子（衆1期、日本社会党）
- 小林ちづ（衆1期、日本社会党）
- 松山千恵子（衆3期、自由民主党）

第6回参議院議員通常選挙：1962年（昭和37年）7月1日
- 林塩（参1期、無所属→自由民主党）
- 藤原あき（参1期、自由民主党）
- 森田たま（参1期、自由民主党）

参議院議員の死去に伴う繰上補充：1962年（昭和37年）9月10日
- 山高しげり（参2期、無所属）

第30回衆議院議員総選挙：1963年（昭和38年）11月21日
- 粟山ひで（衆4期、自由民主党）

第7回参議院議員通常選挙：1965年（昭和40年）7月4日
- 石本茂（参4期、無所属→自由民主党）
- 田中寿美子（参3期、日本社会党）
- 中沢伊登子（参2期、民主社会党→民社党）

第31回衆議院議員総選挙：1967年（昭和42年）1月29日
- 広川シズエ（衆1期、自由民主党）

第8回参議院議員通常選挙：1968年（昭和43年）7月7日
- 小笠原貞子（参4期、日本共産党）
- 萩原幽香子（参1期、民主社会党→民社党）

第32回衆議院議員総選挙：1969年（昭和44年）12月27日
- 小林政子（衆5期、日本共産党）
- 多田時子（衆1期、公明党）
- 土井たか子（衆12期、日本社会党→無所属（衆議院議長）→社会民主党）
- 渡部通子（衆1期・参1期、公明党）

## 1970年代（昭和45年～昭和54年）
第9回参議院議員通常選挙：1971年（昭和46年）6月27日
- 安西愛子（参3期、自由民主党→太陽の会）
- 川野辺静（参1期、自由民主党）
- 佐々木静子（参1期、日本社会党）
- 鈴木美枝子（望月優子、参1期、日本社会党）

参議院補欠選挙：1972年（昭和47年）2月6日
- 中村登美（参1期、無所属→自由民主党）

第33回衆議院議員総選挙：1972年（昭和47年）12月10日
- 金子みつ（衆6期、日本社会党）
- 栗田翠（衆3期、日本共産党）
- 高橋千寿（衆1期、自由民主党）
- 田中美智子（衆5期、無所属）

参議院補欠選挙：1973年（昭和48年）6月17日
- 沓脱タケ子（参3期、日本共産党）

第10回参議院議員通常選挙：1974年（昭和49年）7月7日
- 岩上妙子（参1期、無所属→自由民主党）
- 粕谷照美（参3期、日本社会党）
- 山東昭子（参8期、自由民主党→無所属（参議院副議長）→自由民主党→無所属（参議院議長）→自由民主党）
- 安武洋子（参2期、日本共産党）
- 山口淑子（参3期、自由民主党）
- 山中郁子（参3期、日本共産党）

第34回衆議院議員総選挙：1976年（昭和51年）12月5日
- 藤原ひろ子（衆4期、日本共産党）

第11回参議院議員通常選挙：1977年（昭和52年）7月10日
- 扇千景（参5期、自由民主党→新生党→新進党→自由党→保守党→保守新党→自由民主党→無所属（参議院議長））
- 下田京子（参2期、日本共産党）

第35回衆議院議員総選挙：1979年（昭和54年）10月7日
- 岩佐恵美（衆4期・参1期、日本共産党）
- 中林佳子（衆4期、日本共産党）
- 藤田スミ（衆7期、日本共産党）
- 四ツ谷光子（衆2期、日本共産党）

## 1980年代（昭和55年～平成元年）
第36回衆議院議員総選挙：1980年（昭和55年）6月22日
- 簑輪幸代（衆2期、日本共産党）

第12回参議院議員通常選挙：1980年（昭和55年）6月22日
- 中山千夏（参1期、革新自由連合→無党派市民連合→無所属）
- 森山真弓（衆4期・参3期、自由民主党）

第13回参議院議員通常選挙：1983年（昭和58年）6月26日
- 糸久八重子（参2期、日本社会党）
- 刈田貞子（参2期、公明党→新進党）
- 久保田真苗（参2期、日本社会党）
- 中西珠子（参2期、公明党→公明）
- 抜山映子（参1期、民社党）
- 吉川春子（参4期、日本共産党）

第37回衆議院議員総選挙：1983年（昭和58年）12月18日
- 竹村泰子（衆1期・参2期、無所属→日本社会党→社会民主党→民主党）
- 藤木洋子（衆3期、日本共産党）

参議院議員の死去に伴う繰上補充：1984年（昭和59年）9月3日
- 石井道子（参3期、自由民主党）

参議院議員の辞職に伴う繰上補充：1986年（昭和61年）6月19日
- 寺内弘子（参1期、自由民主党）

第38回衆議院議員総選挙：1986年（昭和61年）7月6日
- 石井郁子（衆5期、日本共産党）

第14回参議院議員通常選挙：1986年（昭和61年）7月6日
- 小野清子（参3期、自由民主党）
- 千葉景子（参4期、日本社会党→社会民主党→民主党）
- 広中和歌子（参4期、公明党→新進党→国民の声→民政党→民主党）

参議院補欠選挙：1989年（平成元年）6月27日
- 大渕絹子（参3期、日本社会党→社会民主党→無所属）

第15回参議院議員通常選挙：1989年（平成元年）7月23日
- 乾晴美（参1期、連合参議院→民主改革連合）
- 紀平悌子（参1期、無所属）
- 日下部禧代子（参2期、日本社会党→社会民主党）
- 笹野貞子（参2期、連合参議院→民主改革連合→民主党→無所属）
- 篠崎年子（参1期、日本社会党）
- 清水嘉与子（参3期、自由民主党）
- 清水澄子（参2期、日本社会党→社会民主党）
- 高崎裕子（参1期、日本共産党）
- 堂本暁子（参2期、日本社会党→新党さきがけ→無所属の会）
- 西岡瑠璃子（参1期、日本社会党→無所属）
- 林紀子（参2期、日本共産党）
- 肥田美代子（衆3期・参1期、日本社会党→民主党）
- 前畑幸子（参1期、日本社会党→無所属）
- 三石久江（参1期、日本社会党→新党護憲リベラル→無所属）
- 森暢子（参1期、日本社会党）

## 1990年代（平成2年～平成11年）
第39回衆議院議員総選挙：1990年（平成2年）2月18日
- 伊東秀子（衆2期、日本社会党）
- 宇都宮真由美（衆1期、日本社会党）
- 大野由利子（衆3期、公明党→新進党→新党平和→公明党）
- 岡崎トミ子（衆2期・参3期、日本社会党→社会民主党→民主党）
- 岡崎宏美（衆2期、無所属→日本社会党→無所属→新社会党）
- 菅野悦子（衆1期、日本共産党）
- 鈴木喜久子（衆1期、日本社会党）
- 外口玉子（衆1期、日本社会党）
- 長谷百合子（衆1期、日本社会党）
- 吉田和子（衆1期、日本社会党）

参議院補欠選挙：1990年（平成2年）6月12日
- 三重野栄子（参2期、日本社会党→社会民主党）

参議院補欠選挙：1992年（平成4年）4月12日
- 狩野安（参3期、自由民主党）

第16回参議院議員通常選挙：1992年（平成4年）7月26日
- 大脇雅子（参2期、日本社会党→社会民主党→無所属）
- 川橋幸子（参2期、日本社会党→社会民主党→民主党）
- 栗原君子（参1期、日本社会党→新社会党）
- 小池百合子（衆8期・参1期、日本新党→新進党→自由党→保守党→自由民主党）
- 武田節子（参1期、公明党→公明）
- 西山登紀子（参2期、日本共産党）
- 南野知恵子（参3期、自由民主党）
- 浜四津敏子（参3期、公明党→公明→新進党→公明→公明党）

参議院議員の辞職に伴う繰上補充：1993年（平成5年）7月16日
- 円より子（衆1期、参3期、日本新党→新進党→フロムファイブ→民政党→民主党→国民怒りの声→無所属→国民民主党）

第40回衆議院議員総選挙：1993年（平成5年）7月18日
- 青山二三（衆3期、公明党→新進党→新党平和→公明党）
- 石田美栄（衆1期・参1期、民社党→新進党→新党友愛→民主党）
- 高市早苗（衆10期、無所属→自由党→新進党→無所属→自由民主党）
- 武山百合子（衆4期、日本新党→新進党→自由党→民主党）
- 田中真紀子（衆6期、自由民主党→無所属→民主党）
- 野田聖子（衆11期、自由民主党→無所属→自由民主党）

第17回参議院議員通常選挙：1995年（平成7年）7月23日
- 阿部幸代（参1期、日本共産党）
- 大森礼子（参1期、新進党→公明→公明党）
- 末広まきこ（参1期、無所属→自由民主党）
- 須藤美也子（参1期、日本共産党）
- 但馬久美（参1期、新進党→公明→公明党）
- 橋本聖子（参6期、自由民主党→無所属→自由民主党）
- 畑恵（参1期、新進党→無所属→自由民主党）
- 松あきら（参3期、新進党→公明→公明党）
- 和田洋子（参2期、新進党→国民の声→民政党→民主党）

参議院補欠選挙：1996年（平成8年）3月24日
- 大野つや子（参2期、無所属→自由民主党）

第41回衆議院議員総選挙：1996年（平成8年）10月20日
- 池坊保子（衆5期、新進党→新党平和→公明党）
- 石毛鍈子（衆4期、民主党）
- 瀬古由起子（衆2期、日本共産党）
- 辻元清美（衆7期・参1期、社会民主党→無所属→民主党→民進党→旧立憲民主党→立憲民主党）
- 土屋品子（衆9期、無所属→無所属の会→自由民主党）
- 中川智子（衆2期、社会民主党）
- 能勢和子（衆2期、自由民主党）
- 松本惟子（衆1期、民主党）
- 丸谷佳織（衆4期、新進党→新党平和→公明党）
- 山中燁子（衆2期、新進党→改革クラブ→自由民主党）

参議院議員の死去に伴う繰上補充：1997年（平成9年）5月19日
- 長尾立子（参1期、自由民主党）

第18回参議院議員通常選挙：1998年（平成10年）7月12日
- 井上美代（参1期、日本共産党）
- 大沢辰美（参1期、日本共産党）
- 小宮山洋子（衆4期・参1期、民主党）
- 佐々木知子（参1期、自由民主党）
- 沢たまき（参1期、公明→公明党）
- 高橋紀世子（参1期、無所属）
- 畑野君枝（衆2期・参1期、日本共産党）
- 八田広子（参1期、日本共産党）
- 福島瑞穂（参5期、社会民主党）

衆議院議員の辞職に伴う繰上補充：1999年（平成11年）1月21日
- 知久馬二三子（衆1期、社会民主党）

## 2000年代（平成12年～平成21年）
第42回衆議院議員総選挙：2000年（平成12年）6月25日
- 阿部知子（衆9期、社会民主党→日本未来の党→日本未来の党 (政治団体)→みどりの風→無所属→民主党→民進党→旧立憲民主党→立憲民主党）
- 大石尚子（衆2期・参1期、民主党）
- 大島令子（衆1期、社会民主党）
- 岡下信子（衆2期、自由民主党）
- 小渕優子（衆9期、自由民主党）
- 鎌田さゆり（衆4期、民主党→立憲民主党）
- 上川陽子（衆8期、無所属→自由民主党）
- 北川れん子（衆1期、社会民主党）
- 東門美津子（衆2期、社会民主党）
- 西川京子（衆4期、自由民主党）
- 原陽子（衆1期、社会民主党）
- 松島みどり（衆8期、自由民主党）
- 水島広子（衆2期、民主党）
- 山内恵子（衆1期、社会民主党）
- 山口わか子（衆1期、社会民主党）
- 山谷えり子（衆1期・参4期、民主党→保守新党→自由民主党）

衆議院補欠選挙：2000年（平成12年）10月22日
- 川田悦子（衆1期、無所属）

参議院議員の退職に伴う繰上補充：2001年（平成13年）3月16日
- 黒岩秩子（参1期、無所属）

第19回参議院議員通常選挙：2001年（平成13年）7月29日
- 有村治子（参5期、自由民主党）
- 紙智子（参4期、日本共産党）
- 神本美恵子（参3期、民主党→民進党→立憲民主党）
- 後藤博子（参1期、自由民主党→無所属→国民新党）
- 田嶋陽子（参1期、社会民主党→無所属）
- 森裕子（参4期、自由党→民主党→国民の生活が第一→日本未来の党→生活の党→生活の党と山本太郎となかまたち→自由党→旧国民民主党→立憲民主党）
- 山本香苗（参4期、公明党）

参議院議員の辞職に伴う繰上補充：2003年（平成15年）7月4日
- 小林美恵子（参1期、日本共産党）

衆議院議員の死去に伴う繰上補充：2003年（平成15年）7月15日
- 田名部匡代（衆3期・参2期、民主党→民進党→旧国民民主党→立憲民主党）

第43回衆議院議員総選挙：2003年（平成15年）11月9日
- 青木愛（衆3期・参3期、民主党→国民の生活が第一→日本未来の党→生活の党→生活の党と山本太郎となかまたち→自由党→旧国民民主党→立憲民主党）
- 菊田真紀子（衆8期、民主党→民進党→無所属→立憲民主党）
- 小林千代美（衆2期、民主党）
- 小宮山泰子（衆8期、民主党→国民の生活が第一→日本未来の党→生活の党→民主党→民進党→希望の党→旧国民民主党→立憲民主党）
- 高井美穂（衆3期、民主党）
- 高木美智代（衆6期、公明党）
- 高橋千鶴子（衆7期、日本共産党）
- 仲野博子（衆3期、民主党）
- 西村智奈美（衆7期、民主党→民進党→旧立憲民主党→立憲民主党）
- 藤田一枝（衆2期、民主党）
- 古屋範子（衆7期、公明党）

第20回参議院議員通常選挙：2004年（平成16年）7月11日
- 糸数慶子（参3期、沖縄社会大衆党）
- 浮島とも子（衆5期・参1期、公明党）
- 坂本由紀子（参1期、自由民主党）
- 島田智哉子（参1期、民主党）
- 下田敦子（参1期、民主党）
- 林久美子（参2期、民主党→民進党）
- 蓮舫（参5期、民主党→民進党→旧立憲民主党→立憲民主党）
- 鰐淵洋子（衆3期・参1期、公明党）

第44回衆議院議員総選挙：2005年（平成17年）9月11日
- 阿部俊子（衆7期、自由民主党）
- 飯島夕雁（衆1期、自由民主党）
- 井沢京子（衆1期、自由民主党）
- 稲田朋美（衆7期、自由民主党）
- 猪口邦子（衆1期・参3期、自由民主党）
- 井脇ノブ子（衆1期、自由民主党）
- 片山さつき（衆1期・参3期、自由民主党）
- 川条志嘉（衆1期、自由民主党）
- 郡和子（衆4期、民主党→民進党）
- 近藤三津枝（衆2期、自由民主党）
- 佐藤ゆかり（衆3期・参1期、自由民主党）
- 渡嘉敷奈緒美（衆4期、自由民主党）
- 永岡桂子（衆7期、自由民主党）
- 中森福代（衆1期、自由民主党）
- 西本勝子（衆1期、自由民主党）
- 広津素子（衆1期、自由民主党→みんなの党）
- 藤野真紀子（衆1期、自由民主党）

参議院補欠選挙：2005年（平成17年）10月23日
- 川口順子（参2期、自由民主党）

衆議院補欠選挙：2006年（平成18年）4月23日
- 太田和美（衆3期、民主党→国民の生活が第一→日本未来の党→生活の党→維新の党→民進党→希望の党）

参議院議員の辞職に伴う繰上補充：2006年（平成18年）10月4日
- 神取忍（参1期、自由民主党）

参議院補欠選挙：2007年（平成19年）4月22日
- 島尻安伊子（衆2期・参2期、無所属→自由民主党）

第21回参議院議員通常選挙：2007年（平成19年）7月29日
- 相原久美子（参2期、民主党→民進党→立憲民主党）
- 石井みどり（参2期、自由民主党）
- 植松恵美子（参1期、民主党→無所属）
- 大河原雅子（衆3期・参1期、民主党→民進党→旧立憲民主党→立憲民主党）
- 金子恵美（衆4期・参1期、民主党→民進党→無所属→立憲民主党）
- 亀井亜紀子（衆3期・参1期、国民新党→無所属→みどりの風→旧立憲民主党→立憲民主党）
- 行田邦子（参2期、民主党→無所属→みどりの風→みんなの党→無所属→希望の党）
- 谷岡郁子（参1期、民主党→無所属→みどりの風）
- 中山恭子（参2期、自由民主党→たちあがれ日本→太陽の党→旧日本維新の会→次世代の党→日本のこころを大切にする党→日本のこころ→希望の党）
- 姫井由美子（参1期、民主党→国民の生活が第一→日本未来の党）
- 舟山康江（参3期、民主党→無所属→みどりの風→無所属→国民民主党）
- 牧山弘恵（参4期、民主党→民進党→旧立憲民主党→立憲民主党）
- 丸川珠代（参3期、自由民主党）
- 森雅子（参4期、自由民主党）
- 吉川沙織（参4期、民主党→民進党→旧立憲民主党→立憲民主党）

参議院議員の死去に伴う繰上補充：2011年（平成23年）11月10日
- はたともこ（参1期、民主党→国民の生活が第一→日本未来の党→生活の党）

第45回衆議院議員総選挙：2009年（平成21年）8月30日
- 相原史乃（衆1期、民主党→国民の生活が第一）
- 磯谷香代子（衆1期、民主党）
- 井戸正枝（衆1期、民主党）
- 江端貴子（衆1期、民主党）
- 大泉博子（衆1期、民主党）
- 岡本英子（衆1期、民主党→国民の生活が第一）
- 小原舞（衆1期、民主党）
- 笠原多見子（衆1期、民主党→国民の生活が第一）
- 河上満栄（衆1期、民主党）
- 京野公子（衆1期、民主党→国民の生活が第一）
- 櫛渕万里（衆3期、民主党→れいわ新選組）
- 工藤仁美（衆1期、民主党）
- 小林正枝（衆1期、民主党→新党きづな→国民の生活が第一）
- 佐藤夕子（衆1期、民主党→減税日本）
- 田中美絵子（衆1期、民主党）
- 玉木朝子（衆1期、民主党）
- 永江孝子（衆1期・参2期、民主党→無所属）
- 中野渡詔子（衆1期、民主党→国民の生活が第一）
- 中林美恵子（衆1期、民主党）
- 早川久美子（衆1期、民主党）
- 福田衣里子（衆1期、民主党）
- 三宅雪子（衆1期、民主党→国民の生活が第一）
- 室井秀子（衆1期、民主党）
- 山尾志桜里（衆3期、民主党→民進党→無所属→立憲民主党→旧国民民主党→国民民主党）
- 山崎摩耶（衆2期、民主党→旧立憲民主党→国民民主党）
- 和嶋未希（衆1期、民主党）

## 2010年代（平成22年～令和元年）
第22回参議院議員通常選挙：2010年（平成22年）7月11日
- 上野通子（参3期、自由民主党）
- 髙階恵美子（衆1期・参2期、自由民主党）
- 竹谷とし子（参3期、公明党）
- 谷亮子（参1期、民主党→国民の生活が第一→日本未来の党→生活の党→生活の党と山本太郎となかまたち）
- 田村智子（衆1期・参3期、日本共産党）
- 徳永エリ（参3期、民主党→民進党→旧国民民主党→立憲民主党）
- 西村正美（参1期、民主党→民進党）
- 三原じゅん子（参3期、自由民主党）
- 安井美沙子（参1期、民主党→民進党）

第46回衆議院議員総選挙：2012年（平成24年）12月16日
- 上西小百合（衆2期、日本維新の会→維新の党→無所属）
- 大久保三代（衆1期、自由民主党）
- 金子恵美（衆2期、自由民主党）
- 菅野佐智子（衆1期、自由民主党）
- 杉田水脈（衆3期、日本維新の会→次世代の党→日本のこころを大切にする党→自由民主党）
- 高橋比奈子（衆3期、自由民主党）
- 高橋美穂（衆1期、日本維新の会→維新の党）
- 豊田真由子（衆2期、自由民主党→無所属）
- 中川郁子（衆3期、自由民主党）
- 林原由佳（衆1期、日本維新の会→無所属）
- 比嘉奈津美（衆3期・参1期、自由民主党）
- 堀内詔子（衆5期、自由民主党）
- 牧島かれん（衆5期、自由民主党）
- 三木圭恵（衆3期、旧日本維新の会→維新の党→日本維新の会）
- 宮川典子（衆3期、自由民主党）
- 山田美樹（衆4期、自由民主党）

参議院議員の辞職に伴う繰上補充：2013年（平成25年）5月23日
- 尾辻かな子（衆2期・参1期、民主党→民進党→立憲民主党）

衆議院議員の辞職に伴う繰上補充：2013年（平成25年）5月31日
- 鈴木貴子（衆5期、新党大地→民主党→無所属→自由民主党）

第23回参議院議員通常選挙：2013年（平成25年）7月21日
- 太田房江（参2期、自由民主党）
- 大沼瑞穂（参1期、自由民主党）
- 吉良佳子（参3期、日本共産党）
- 倉林明子（参2期、日本共産党）
- 佐々木さやか（参2期、公明党）
- 薬師寺道代（参1期、みんなの党→無所属→自由民主党）
- 吉川有美（参2期、自由民主党）

第47回衆議院議員総選挙：2014年（平成26年）12月14日
- 池内沙織（衆1期、日本共産党）
- 梅村早江子（衆1期、日本共産党）
- 尾身朝子（衆3期、自由民主党）
- 加藤鮎子（衆4期、自由民主党）
- 木村弥生（衆2期、自由民主党）
- 斉藤和子（衆1期、日本共産党）
- 前川恵（衆1期、自由民主党）
- 本村伸子（衆4期、日本共産党）

第24回参議院議員通常選挙：2016年（平成28年）7月10日
- 石井苗子（参2期、おおさか維新の会→日本維新の会）
- 伊藤孝恵（参2期、民進党→旧国民民主党→国民民主党）
- 伊藤孝江（参2期、公明党）
- 今井絵理子（参2期、自由民主党）
- 岩渕友（参2期、日本共産党）
- 小野田紀美（参2期、自由民主党）
- 自見英子（参2期、自由民主党）
- 高木佳保里（参2期、おおさか維新の会→日本維新の会）
- 高瀬弘美（参1期、公明党）
- 平山佐知子（参2期、民進党→無所属）
- 松川るい（参2期、自由民主党）
- 宮沢由佳（参1期、民進党→無所属→旧立憲民主党→立憲民主党）
- 矢田稚子（参1期、民進党→旧国民民主党→国民民主党）

第48回衆議院議員総選挙：2017年（平成29年）10月22日
- 石川香織（衆3期、旧立憲民主党→立憲民主党）
- 池田真紀（衆2期、旧立憲民主党→立憲民主党）
- 岡本章子（衆3期、旧立憲民主党→立憲民主党）
- 国光文乃（衆3期、自由民主党）
- 西岡秀子（衆3期、希望の党→旧国民民主党→国民民主党）
- 森夏枝（衆1期、日本維新の会）
- 山川百合子（衆1期、旧立憲民主党→立憲民主党→無所属）
- 山本和嘉子（衆1期、旧立憲民主党→立憲民主党）
- 早稲田夕季（衆3期、旧立憲民主党→立憲民主党）

第25回参議院議員通常選挙：2019年（令和元年）7月21日
- 石垣のりこ（参2期、旧立憲民主党→立憲民主党）
- 打越さく良（参2期、旧立憲民主党[注釈 2]→立憲民主党）
- 梅村みずほ（参2期、日本維新の会→無所属→参政党）
- 嘉田由紀子（参2期、無所属→国民民主党→教育無償化を実現する会→日本維新の会）
- 河井案里（参1期、自由民主党→無所属、当選無効）
- 岸真紀子（参2期、旧立憲民主党→立憲民主党）
- 木村英子（参2期、れいわ新選組）
- 塩村文夏（参2期、旧立憲民主党→立憲民主党）
- 高橋はるみ（参2期、自由民主党）
- 田島麻衣子（参2期、旧立憲民主党→立憲民主党）
- 田村麻美（参2期、旧国民民主党→無所属→国民民主党）
- 寺田静（参2期、無所属）
- 本田顕子（参2期、自由民主党）

## 2020年代（令和2年～）
参議院再選挙：2021年（令和3年）4月25日
- 宮口治子（参1期、無所属→立憲民主党→無所属）

第49回衆議院議員総選挙：2021年（令和3年）10月31日
- 大石晃子（衆2期、れいわ新選組）
- 大築紅葉（衆2期、立憲民主党）
- 堤かなめ（衆2期、立憲民主党）
- 堀場幸子（衆1期、日本維新の会）
- 岬麻紀（衆1期、日本維新の会）
- 吉田久美子（衆1期、公明党）
- 吉田知代（衆1期、日本維新の会）
- 吉田晴美（衆2期、立憲民主党）

第26回参議院議員通常選挙：2022年（令和4年）7月10日
- 生稲晃子（参1期、自由民主党）
- 古賀千景（参1期、立憲民主党）
- 高木真理（参1期、立憲民主党）
- 堂込麻紀子（参1期、無所属）
- 友納理緒（参1期、自由民主党）
- 広瀬めぐみ（参1期、自由民主党）
- 松野明美（参1期、日本維新の会）
- 三上絵里（参1期、無所属→立憲民主党）
- 水野素子（参1期、立憲民主党）
- 村田享子（参1期、立憲民主党）
- 山本佐知子（参1期、自由民主党）

参議院議員の辞職に伴う繰上補充：2023年（令和5年）4月7日
- 大椿裕子（参1期、社会民主党）

衆議院補欠選挙：2023年（令和5年）4月23日
- 英利アルフィヤ（衆2期、自由民主党）
- 林佑美（衆2期、日本維新の会）

参議院補欠選挙：2023年（令和5年）4月23日
- 白坂亜紀（参1期、自由民主党）

参議院議員の辞職に伴う繰上補充：2024年（令和6年）4月26日
- 市井紗耶香（参1期、立憲民主党）

衆議院補欠選挙：2024年（令和6年）4月28日
- 酒井菜摘（衆2期、立憲民主党)

衆議院議員の辞職に伴う繰上補充：2024年（令和6年）5月10日
- 森由起子（衆1期、自由民主党）

第50回衆議院議員総選挙：2024年（令和6年）10月27日
- 阿部祐美子 （衆1期、立憲民主党）
- 安藤淳子（衆1期、立憲民主党）
- 五十嵐衣里（衆1期、立憲民主党）
- 石井智恵 （衆1期、国民民主党）
- 市來伴子（衆1期、立憲民主党）
- 猪口幸子 （衆1期、日本維新の会）
- 大嶽理恵 （衆1期、立憲民主党）
- 大塚小百合（衆1期、立憲民主党）
- 大森江里子 （衆1期、公明党）
- 岡田華子（衆1期、立憲民主党）
- 岡野純子 （衆1期、国民民主党）
- 北野裕子 （衆1期、参政党）
- 小山千帆 （衆1期、立憲民主党）
- 篠田奈保子（衆1期、立憲民主党）
- 佐々木奈保美 （衆1期、立憲民主党）
- 佐原若子 （衆1期、れいわ新選組）
- 竹内千春（衆1期、立憲民主党）
- 竹上裕子 （衆1期、日本保守党）
- 丹野みどり （衆1期、国民民主党）
- 徳安淳子 （衆1期、日本維新の会）
- 沼崎満子 （衆1期、公明党）
- 日野紗里亜 （衆1期、国民民主党）
- 福田かおる（衆1期、自由民主党）
- 福森和歌子 （衆1期、立憲民主党）
- 堀川朗子 （衆1期、日本共産党）
- 松下玲子 （衆1期、立憲民主党）
- 向山淳（衆1期、自由民主党）
- 森下千里（衆1期、自由民主党）
- 八幡愛 （衆1期、れいわ新選組）
- 吉川里奈 （衆1期、参政党）

参議院議員の辞職に伴う繰上補充：2025年（令和7年）7月15日
- 桑原久美子（参1期、日本維新の会）

第27回参議院議員通常選挙：2025年（令和7年）7月20日
- 石井めぐみ （参1期、日本維新の会)
- 岩本麻奈 （参1期、参政党）
- 牛田茉友 （参1期、国民民主党）
- 江原久美子 （参1期、国民民主党）
- 奥田芙美代 （参1期、れいわ新選組)
- 尾辻朋実（参1期、無所属）
- 小島智子 （参1期、立憲民主党）
- 小林さやか （参1期、国民民主党）
- 櫻井祥子（参1期、参政党）
- 佐々木理江（参1期、日本維新の会）
- 塩入清香[注釈 3]（参1期、参政党）
- 白川容子 （参1期、日本共産党)
- 杉本純子（参1期、参政党）
- 高良沙哉（参1期、無所属）
- 出川桃子 （参1期、自由民主党)
- 中田優子（参1期、参政党）
- 庭田幸恵 （参1期、国民民主党）
- 福士珠美 （参1期、立憲民主党）
- 宮出千慧（参1期、参政党）
- 山内佳菜子（参1期、立憲民主党）
- 若井敦子 （参1期、自由民主党）